# Marche de Sherman vers la mer
Batailles
Marche de Sherman vers la mer
- Griswoldville
- Buck Head Creek
- Honey Hill
- Waynesboro
- Tulifinny
- Fort McAllister
- Altamaha Bridge

Carte générale de l'avancée de Sherman d'Atlanta à Savannah (marche de Sherman vers la mer) puis de Savannah à Goldsboro (Campagne des Carolines).

Gravure (1868) d'Alexander Hay Ritchie
représentant l'avancée de Sherman.

La marche de Sherman vers la mer (en anglais: Sherman's March to the Sea) est la campagne de Savannah, c'est-à-dire l'ensemble des manœuvres militaires menées sur le territoire de la Géorgie, du 15 novembre au 21 décembre 1864, par le major-général nordiste William Tecumseh Sherman.
La campagne débute le 15 novembre, au moment où les troupes de Sherman quittent Atlanta (Géorgie), après s'en être emparés. Elle se termine, le 21 décembre, avec la prise du port de Savannah (Géorgie). Dans leur avancée, les troupes de Sherman détruisent des objectifs militaires, des infrastructures, des installations industrielles et des propriétés privées, ruinant l'économie du Sud et son réseau de transport. Le choix de Sherman de frapper profondément au cœur du territoire confédéré sans se préoccuper de ses lignes de ravitaillement est considéré comme révolutionnaire dans les annales de l'art militaire.

## Contexte et objectifs
La marche de Sherman vers la mer fait suite à son succès lors de la campagne d'Atlanta (mai-septembre 1864). Tout comme Ulysses S. Grant, le commandant en chef des armées de l'Union, Sherman estimait que la guerre civile ne prendrait fin que lorsque toutes les capacités stratégiques, économiques et morales de la Confédération seraient définitivement brisées. Aussi Sherman prépara-t-il une expédition qui anticipait les théories modernes de la terre brûlée  et de la guerre totale.
Alors que ses ordres lui demandaient de limiter les destructions dans les zones où son armée ne serait pas prise pour cible par les francs-tireurs, Sherman estima que le fait d'encourager ses troupes à vivre sur le pays aurait un effet destructeur sur le moral des populations qui se trouveraient sur leur chemin.
Le second objectif de la campagne était plus classique. En Virginie, l'armée de Grant se trouvait en échec face à celle de Robert E. Lee, retranchée dans Petersburg. En arrivant sur les arrières de Lee, Sherman pouvait changer la donne, permettre à Grant de réussir une percée et, de toutes manières, éviter que des renforts ne parviennent aux assiégés.
Grant et Sherman avaient conçu leur campagne sur le modèle novateur qui avait valu au premier ses succès à Vicksburg et que le second avait repris lors de la campagne de Meridian : les armées de Sherman devraient limiter leur recours aux lignes de ravitaillement traditionnelles et vivre sur le pays une fois leurs vingt jours de rations épuisés. Des détachements de « fourrageurs », connus sous le vocable de « bummers » (mendiants) fourniraient à l'armée la nourriture réquisitionnée dans les fermes de Géorgie, tandis que les troupes détruiraient les voies de chemin de fer, les usines et les capacités agricoles de l'État. Sherman traça son itinéraire en fonction des données du recensement de 1860 concernant le bétail et les productions agricoles, menant ses troupes à travers les zones où elles pourraient se ravitailler le plus aisément. Comme son armée serait coupée du Nord pendant la campagne, Sherman rédigea des ordres explicites pour la conduite des opérations (Sherman's Special Field Orders, No. 120).
« 

[…] IV — L'armée vivra largement sur le pays pendant la marche. À cette fin, chaque commandant de brigade organisera un détachement de fourrageurs de taille suffisante, sous le commandement d'un ou plusieurs officiers de confiance, qui prélèvera, autour de l'itinéraire suivi, du maïs et du fourrage de toutes sortes, tout type de viande, des légumes, de la farine de maïs et tout ce qui peut être nécessaire à ses unités, de manière à disposer à tout moment dans ses fourgons de dix jours au moins d'avance pour l'armée et trois jours d'avance pour les fourrageurs. Les soldats ne doivent pas pénétrer dans les logements des habitants, ou commettre aucune intrusion, mais pendant une halte, ou au campement, ils peuvent être autorisés à récolter des navets, des pommes et d'autres légumes, et à faire paître le bétail du campement. Les fourrageurs désignés recevront des instructions pour opérer à n'importe quelle distance de l'itinéraire suivi par l'armée.
V — Seuls les commandants de corps d'armée auront autorité pour faire détruire les moulins, les maisons, les égreneuses à coton, etc. et ils suivront le principe général établi à leur attention : dans les secteurs et les quartiers où l'armée ne sera pas inquiétée, aucune destruction de cette sorte ne sera autorisée ; mais si des francs-tireurs ou des insurgés nous attaquent sur notre parcours, si les habitants brûlent des ponts, bloquent les routes ou manifestent autrement leur hostilité, le commandement de l'armée pourra ordonner et mettre en œuvre des destructions proportionnées à cette hostilité.
VI — Pour ce qui concerne les chevaux, les mules, les fourgons, etc. appartenant aux habitants, la cavalerie et l'artillerie pourront les réquisitionner librement et sans aucune limite, en distinguant cependant entre les riches, qui nous sont généralement hostiles, et les pauvres et les laborieux, qui sont neutres ou amicaux. Les fourrageurs peuvent également saisir des chevaux et des mules pour remplacer les animaux fatigués de leur propre train, ou pour servir d'animaux de bât pour leurs régiments ou leurs brigades. En fourrageant, nos hommes s'abstiendront de toute insulte et de toute menace, rédigeant, si leur commandement le décide, procès-verbal de leurs actions, mais sans laisser de reçu, cherchant à conserver à chaque famille une fraction raisonnable pour leur subsistance.
VII — Les Noirs qui sont valides et qui peuvent être utiles à nos colonnes pourront être emmenés, mais chaque commandant gardera présent à l'esprit que la question des subsistances est essentielle et que celles-ci sont prioritairement affectées aux combattants…
— William T. Sherman.

 »

## Forces en présence
À la tête de la Division militaire du Mississippi, Sherman ne mobilisa pas tout son effectif pour la campagne. Son adversaire confédéré, le lieutenant-général John Bell Hood menaçait la ligne de ravitaillement en provenance de Chattanooga, et Sherman dut détacher deux armées, sous le commandement de George H. Thomas, pour affronter Hood (campagne de Franklin-Nashville).
Pour la campagne de Savannah, le reste des forces de Sherman (62 000 hommes, dont 55 000 fantassins, 5 000 cavaliers et 2 000 artilleurs disposant de 64 pièces) fut divisé en deux colonnes avant la marche.
- L'aile droite était constituée par l'armée du Tennessee, sous le commandement du major-général Oliver O. Howard, et composée de deux Corps :
  - le XVe Corps, confié au major-général Peter J. Osterhaus, avec les divisions des brigadiers-généraux Charles R. Woods, William B. Hazen, John E. Smith et John M. Corse ;
  - le XVIIe Corps, commandé par le major-général Francis Preston Blair, Jr., avec les divisions du major-général Joseph A. Mower et des brigadiers-généraux Mortimer D. Leggett et Giles Alexander Smith.
- L'aile gauche était constituée par l'armée de Géorgie, commandée par le major-général Henry W. Slocum, elle aussi composée de deux corps d'armée :
  - le XIVe Corps, commandé par le brigadier-général Jefferson C. Davis, avec les divisions des brigadiers-généraux William P. Carlin, James D. Morgan et Absalom Baird ;
  - le XXe, commandé par le brigadier-général Alpheus S. Williams, avec les divisions des brigadiers-généraux Nathaniel J. Jackson, John W. Geary et William T. Ward ;
- une division de cavalerie, commandée par le brigadier-général Judson Kilpatrick opérant en soutien aux deux ailes.

L'escorte personnelle de Sherman pendant la marche était constituée par le 1er régiment de cavalerie de l'Alabama, une unité entièrement constituée de soldats originaires du Sud et restés loyaux à l'Union.
Face aux Nordistes de Sherman, les Confédérés alignaient le maigre effectif de leur Département de Caroline du Sud, de Géorgie et de Floride, commandé par le lieutenant-général William J. Hardee. Hood avait en effet entraîné le gros des troupes présentes en Géorgie lors de son départ pour le Tennessee. Restaient quelque 13 000 hommes stationnés à Lovejoy's Station, au sud d'Atlanta. La milice de l'État de Géorgie, dirigée par le major-général Gustavus Woodson Smith apportait 3 050 hommes, pour la plupart des adolescents et des hommes âgés, car beaucoup de soldats avaient décampé avant l'arrivée de Sherman. Le corps de cavalerie du major-général Joseph Wheeler, renforcé par la brigade du brigadier-général William Hicks Jackson, alignait environ 10 000 combattants. Pendant la campagne, le ministère de la Guerre confédéré envoya des troupes de Floride et des Carolines, dont les effectifs combinés ne dépassèrent jamais les 13 000 hommes.

## Marche vers la mer

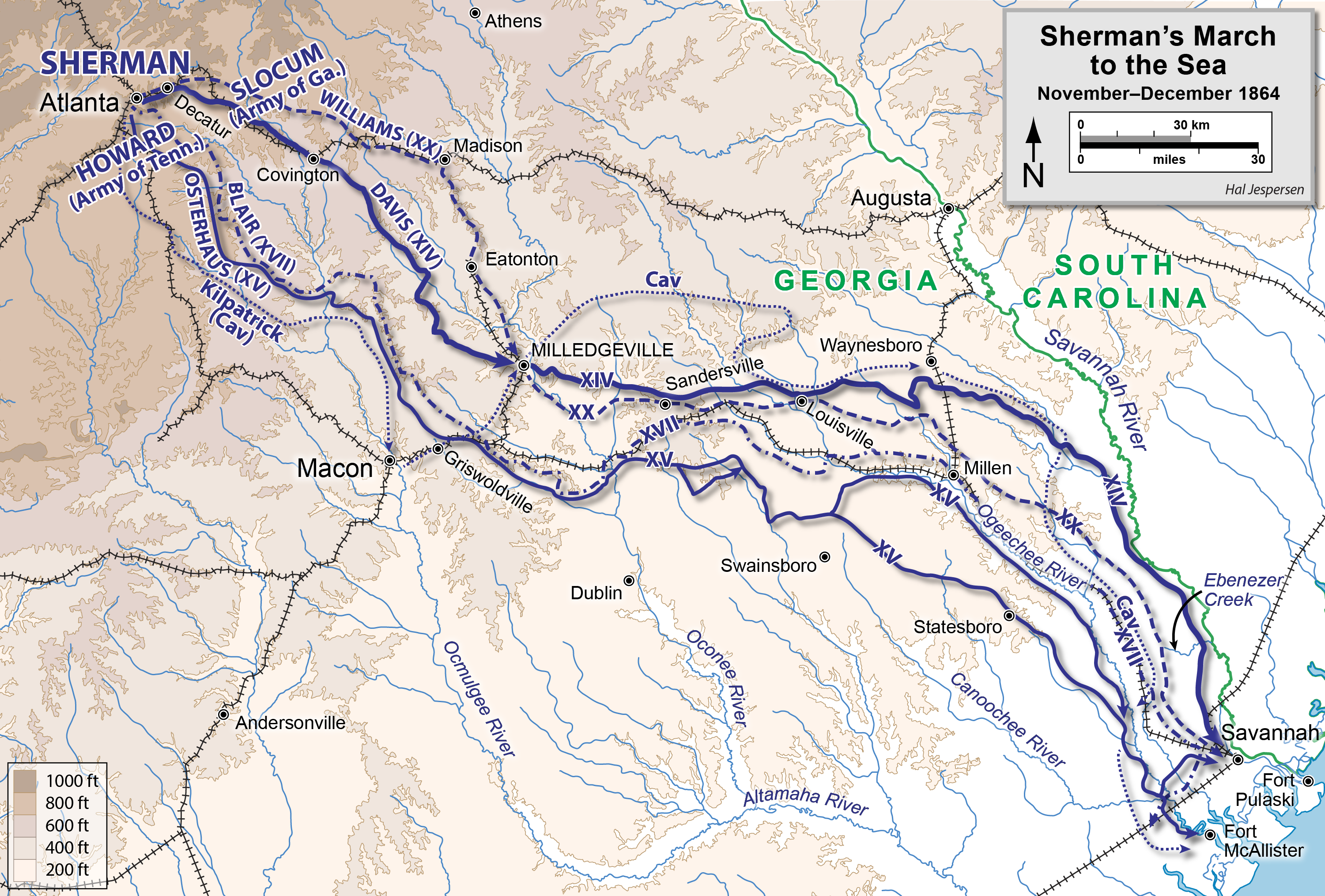
La marche de Sherman vers la mer.

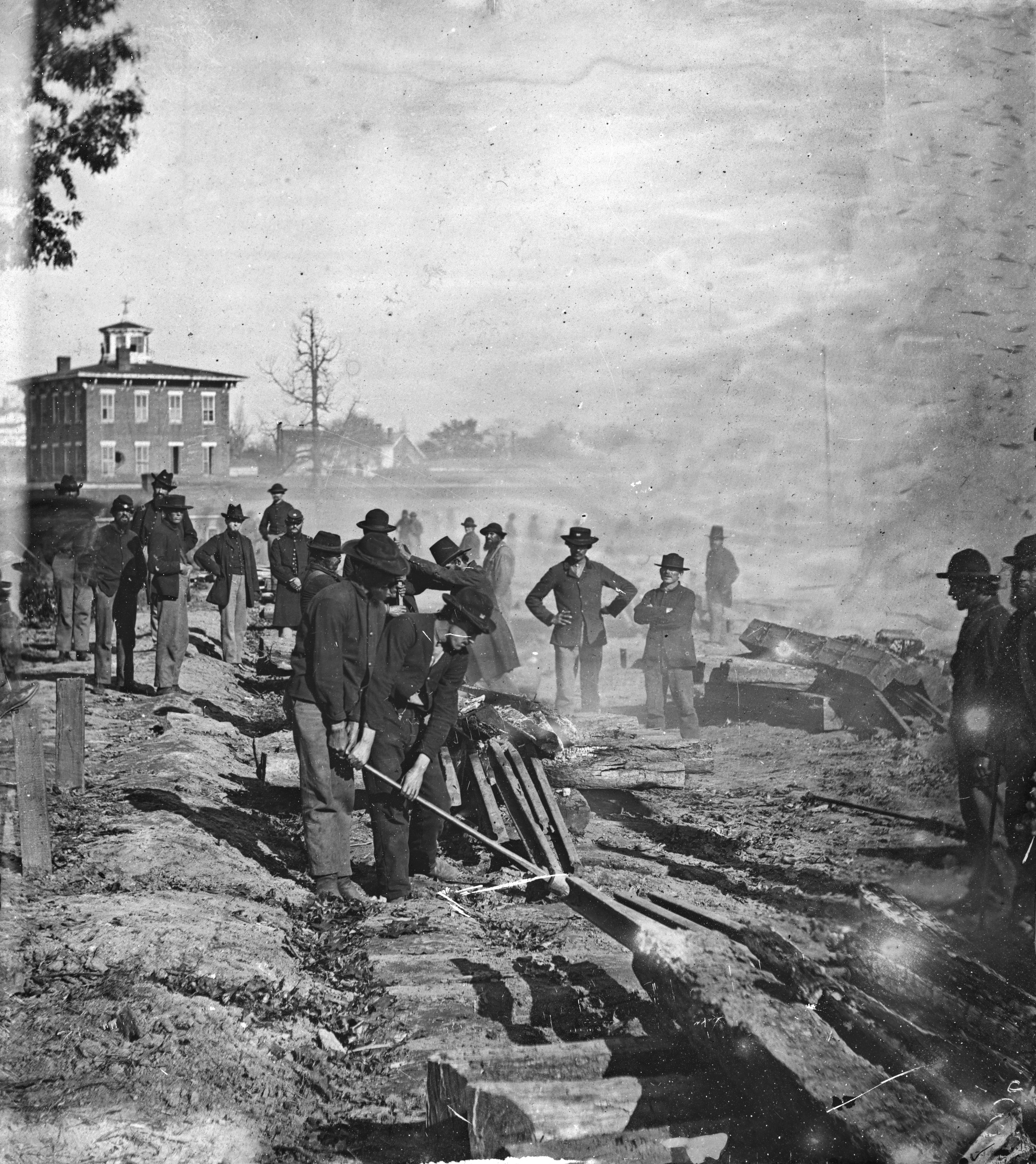
Les soldats de Sherman détruisent une voie de chemin de fer à Atlanta.

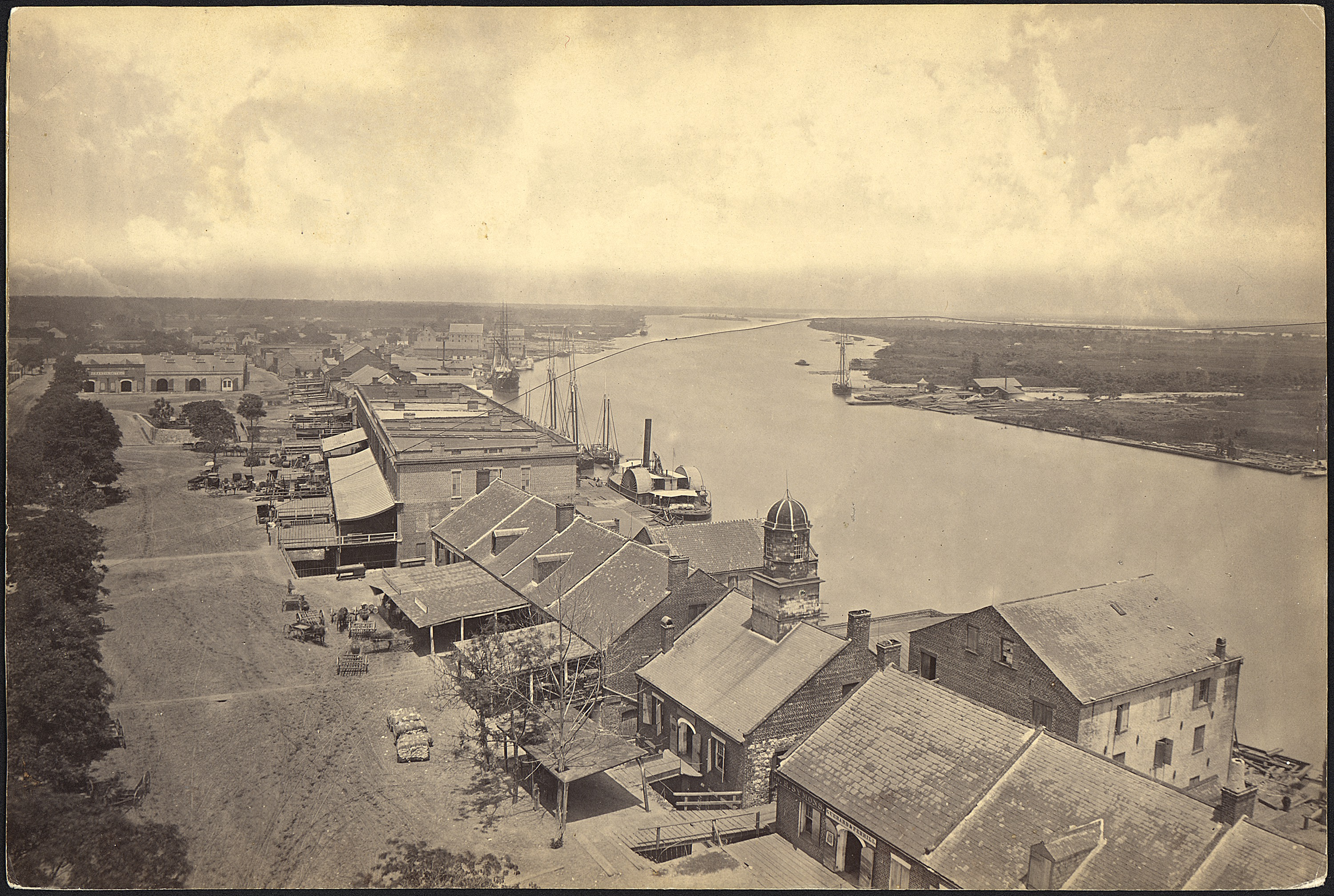
Savannah (Géorgie), vue des embarcadères, vers 1864 (George N. Barnard).

Le président Lincoln et le général Grant avaient tous deux de sérieuses réserves quant au plan de Sherman. Cependant, Grant faisait confiance au jugement de son bras droit et, le 2 novembre 1864, il envoya à celui-ci un télégramme qui lui indiquait simplement : « Faites comme vous l'avez proposé ». La marche de 490 km commença le 15 novembre. Plus tard, Sherman raconta la scène dans ses mémoires :
« 

 […] Nous quittâmes Atlanta par la route de Decatur, encombrée par les hommes et les fourgons du quatorzième Corps ; atteignant la colline, juste après avoir passé les anciens retranchements laissés par les rebelles, nous fîmes naturellement une pause pour contempler les lieux où nous avions livré bataille. Nous nous trouvions à l'endroit même où avaient été livrés les sanglants combats du 22 juillet, et nous apercevions le bosquet où McPherson était tombé. Derrière nous s'étendaient les ruines fumantes d'Atlanta, la fumée noire s'élevant haut dans le ciel et s'étendant, comme un drap mortuaire, au-dessus de la ville. Au loin, sur la route de McDonough, on voyait l'arrière de la colonne d'Howard, le fût des canons brillant au soleil, les fourgons bâchés de blanc s'étirant vers le sud ; et juste devant nous, le quatorzième Corps, marchant fermement et d'un bon pas, l'allure gaie et pleine d'entrain, qui se moquait du millier de kilomètres qui nous séparait de Richmond. Une fanfare attaqua par erreur l'hymne John Brown's soul goes marching on et les hommes reprirent leurs accords. Jamais auparavant, ni depuis, n'ai-je entendu un chœur de Glory, glory, hallelujah ! entonné avec plus de ferveur, et plus à l'unisson avec le moment et l'endroit.
— William T. Sherman.

 »
Les deux ailes de l'armée cherchèrent à tromper l'ennemi quant à leurs destinations. Les premiers mouvements ne permirent pas aux Confédérés de comprendre si Sherman marchait sur Macon, Augusta, ou bien Savannah. L'aile d'Howard, précédée par la cavalerie de Kilpatrick, progressait vers le sud, le long de la ligne de chemin de fer vers Lovejoy's Station, ce qui poussa les Confédérés qui occupaient la position à se retirer vers Macon en livrant des combats d'arrière-garde. La cavalerie s'empara de deux canons confédérés à Lovejoy's Station. Elle fit ensuite 50 prisonniers et prit deux canons supplémentaires à Bear Creek Station. Les fantassins d'Howard traversèrent Jonesboro en direction de Gordon, au sud-ouest de Milledgeville, alors capitale de l'État. L'aile de Slocum, accompagnée par Sherman, firent route vers l'est, en direction d'Augusta. Ses soldats détruisirent le pont qui enjambait la rivière Oconee, puis bifurquèrent vers le sud.
Le 22 novembre, l'aile droite de Howard rencontra les premiers signes de résistance à Griswoldville. La cavalerie de Wheeler assaillit celle de Kilpatrick, tuant trois hommes et faisant 18 prisonniers. L'infanterie du brigadier-général nordiste Charles C. Walcutt arriva sur place pour organiser la défensive, et la milice de Géorgie lança alors des attaques mal coordonnées qui durèrent plusieurs heures, jusqu'à ce qu'elle se retire après avoir essuyé 1 100 pertes (dont 600 prisonniers), contre une centaine du côté de l'Union.
Au même moment, l'aile gauche de Slocum approchait Milledgeville, alors capitale de la Géorgie, et provoquait le départ précipité du gouverneur Joseph E. Brown et de la législature de l'État. Le 23 novembre, les troupes de Slocum s'emparèrent de la ville et mirent en scène une parodie de débat parlementaire dans la salle du capitole, procédant par dérision à un vote réintégrant la Géorgie dans l'Union tout en jouant aux cartes.
Plusieurs engagements de moindre importance s'ensuivirent. Le 24-25 novembre, Wheeler et quelques unités d'infanterie butèrent sur une action d'arrière-garde à Ball's Ferry. Pendant que l'aile d'Howard était retardée à Ball's Bluff, le 1er régiment de cavalerie de l'Alabama (un régiment de l'Union, malgré son État d'origine) accrocha les postes avancés des Confédérés. Pendant la nuit, les ingénieurs de l'Union construisirent un pont sur la rivière Oconee, à 3 km de Ball's Bluff et 300 soldats franchirent le cours d'eau pour prendre de flanc les positions confédérées. Les 25-26 novembre, à Sandersville, Wheeler attaqua l'avant-garde de Slocum. Kilpatrick reçut l'ordre de feindre une avance sur Augusta avant de détruire le pont de chemin de fer qui enjambait Brier Creek et de libérer les prisonniers de guerre incarcérés à Camp Lawton (Millen (Géorgie)). Kilpatrick évita la ligne défensive que Wheeler avait placée à proximité de Brier Creek, mais, dans la nuit du 26 novembre, Wheeler attaqua et chassa les hommes du 8th Indiana et du 2nd Kentucky Cavalry des camps qu'ils avaient établis à Sylvan Grove. Kilpatrick abandonna le projet de détruire le pont de chemin de fer et il apprit que les prisonniers de guerre avaient été déplacés. Ils rejoignit donc le gros de l'armée à Louisville. Le 28 novembre, à la Bataille de Buck Head Creek, les hommes de Kilpatrick furent surpris et échappèrent de peu à la capture, mais le 5th Ohio Cavalry arrêta l'avance de Wheeler et celui-ci fut définitivement stoppé par les fortifications mises en place par les troupes de l'Union à Reynolds's Plantation. Le 4 décembre, la cavalerie de Kilpatrick mis Wheeler en déroute à la Bataille de Waynesboro.
Des renforts inattendus parvinrent encore à l'Union. Depuis Hilton Head (Caroline du Sud), le major-général John G. Foster dépêcha 5 500 hommes et dix canons sous le commandement du brigadier-général John P. Hatch, espérant ainsi hâter l'arrivée de Sherman à Savannah en prenant le contrôle de la ligne de chemin de fer du Charleston and Savannah Railway. Le 30 novembre, lors de la Bataille de Honey Hill, Hatch livra un combat acharné contre les 1 500 miliciens de Géorgie conduits par G.W. Smith, à 6 km au sud de Grahamville Station (Caroline du Sud). Les miliciens de Smith repoussèrent les assauts de l'Union, et Hatch dut se retirer après avoir perdu 650 hommes, contre 50 pour les Confédérés de Smith.
Les armées de Sherman arrivèrent dans les parages de Savannah le 10 décembre, mais les Nordistes apprirent que Hardee y avait retranché 10 000 hommes sur de fortes positions défensives. Ses soldats avaient en outre inondé les rizières environnantes, ne laissant que d'étroites chaussées pour accéder à la ville. Sherman ne pouvait pas faire sa jonction avec la marine de l'Union, comme il l'avait escompté. Il dépêcha donc sa cavalerie à Fort McAllister, qui gardait la rivière Ogeechee, dans l'espoir de libérer le chemin et d'accéder au ravitaillement qui se trouvait à bord des vaisseaux de l'Union. Le 13 décembre, une division de l'armée de Howard placée sous les ordres de William B. Hazen se lança à l'assaut du fort et s'en empara en un quart d'heure. Les Fédéraux y perdirent 134 hommes, dont certains victimes de « torpilles », des engins explosifs pourtant rarement utilisés, pendant la guerre de Sécession, comme des mines terrestres. Maintenant que Sherman avait effectué sa jonction avec la marine de l'Union commandée par le vice-amiral) John A. Dahlgren, il put accéder au ravitaillement et à l'artillerie de siège dont il allait avoir besoin pour mettre le siège devant Savannah. Le 17 décembre, il envoya à Hardee, retranché dans la ville, le message suivant :
« 

J'ai déjà reçu des canons qui peuvent causer des destructions massives au cœur de votre cité ; je tiens et contrôle également, depuis plusieurs jours, tous les accès qui permettraient de ravitailler les habitants de Savannah et sa garnison, et je suis donc en droit d'exiger la reddition de la ville de Savannah, des forts qui en dépendent ; je vous accorde le temps nécessaire à votre réponse avant d'ouvrir le feu avec l'artillerie lourde. Si vous acceptez ma proposition, je suis prêt à accorder des termes de reddition avantageux pour les habitants et la garnison ; mais si j'étais forcé de recourir à l'assaut ou d'attendre les effets, plus sûrs, de la famine, je me sentirais alors en droit d'appliquer les mesures les plus sévères, et je ne me ferais pas violence pour empêcher mon armée, qui brûle de venger l'outrage national attaché à Savannah et aux autres villes d'importance qui ont contribué si fortement à entraîner notre pays dans la guerre civile.
— William T. Sherman.

 »
Hardee décida de ne pas se rendre, mais préféra s'échapper. Le 20 décembre, il franchit avec ses hommes la rivière Savannah sur un pont de bateaux improvisé. Le lendemain matin, le maire de Savannah, Richard Dennis Arnold, accompagné par le conseil municipal et les dames de la ville, chevauchèrent hors de la ville (jusqu'à ce qu'ils soient démontés par des cavaliers confédérés en fuite) pour parlementer : la ville se rendrait sans résistance, en échange de la promesse du général Geary de protéger les habitants et leurs biens. Geary télégraphia à Sherman, qui lui conseilla d'accepter l'offre. Arnold lui remit alors les clés de la ville et les hommes de Sherman, précédés par la division de Geary (XXe Corps), occupèrent la ville le jour-même.

## Conséquences
Sherman télégraphia à Lincoln : « Je me permets de vous présenter comme cadeau [de Noël] la ville de Savannah, avec cent cinquante canons et une grande quantité de munitions, ainsi que quelque vingt-cinq mille balles de coton ».
Le 26 décembre, le président répondit par une lettre :
« 

Grand, grand merci pour votre cadeau de Noël, la prise de Savannah. Quand vous avez quitté Atlanta en direction de la côte atlantique, j'étais soucieux, voire inquiet ; mais estimant que vous étiez meilleur juge et me souvenant que « qui ne risque rien n'a rien », je ne m'en suis pas mêlé. Désormais, l'initiative étant couronnée de succès, l'honneur vous en revient tout entier. Si on tient compte, comme il se doit, du travail réalisé par le général Thomas, il s'agit véritablement d'un grand succès. Non seulement il nous apporte un avantage militaire évident et immédiat ; mais aussi, en montrant au monde entier que votre armée a pu être scindée, en mettant sa plus grande part au service d'une nouvelle campagne d'importance tout en conservant assez pour écraser le vieil adversaire qu'incarnait l'armée de Hood ; il apporte la lumière à ceux qui languissaient dans la pénombre. Mais que va-t-il se passer maintenant ? Je suppose qu'il est plus sûr de laisser le général Grant et vous-même décider. Transmettez, s'il vous plaît, mes remerciements et ma reconnaissance à toute votre armée, aux officiers comme à la troupe.

 »
Les troupes de Sherman rencontrèrent, en Caroline du Sud, des soldats noirs et certains de ses soldats furent outrés en découvrant l'intégration raciale qui s'était développée dans les Sea Islands du fait de l'expérience de Port Royal. La marche de Sherman attira dans son sillage de très nombreux réfugiés auxquels le commandant nordiste distribua des terres (Sherman's Special Field Orders, No. 15). Ces dispositions sont souvent considérées, dans la tradition populaire, comme étant à l'origine de la politique des 40 acres et une mule.
Après avoir reposé ses troupes à Savannah, Sherman obliqua vers le nord dès le printemps venu pour y mener sa campagne des Carolines, dans le but de conclure son mouvement tournant en joignant ses armées à celles de Grant contre Robert E. Lee. Le 26 avril 1865, après deux mois d'une campagne victorieuse, Sherman accepta la reddition du général Joseph E. Johnston et des forces confédérées présentes en Caroline du Nord.
« 

Nous combattons non seulement contre des armées, mais également contre une population hostile et nous devons faire en sorte que chacun, vieux et jeunes, riches et pauvres, sente sur lui la dure main de la guerre, tout autant que leurs armées régulières. Je sais que ma récente campagne à travers la Géorgie a eu des effets incroyables à cet égard. Des milliers de gens qui avaient été trompés par les mensonges de leurs journaux et pensaient que nous étions constamment battus, ont dû reconnaître la vérité et ils n'ont aucune envie de voir cette expérience se répéter.
—Lettre de Sherman à Henry W. Halleck, 24 décembre 1864.

 »
La stratégie de la terre brûlée adoptée par Sherman est toujours l'objet de controverses et la mémoire du général nordiste est toujours maudite par de nombreux habitants des États du Sud. Même les esclaves étaient partagés à propos de Sherman et des actions conduites par ses hommes : certains l'accueillirent comme un libérateur et choisir de suivre ses armées ; mais, selon Jacqueline Campbell, d'autres considéraient avec mépris l'invasion conduite par les troupes fédérales ainsi que les pillages auxquels elles avaient recours. Ils se sentaient souvent trahis « souffrant avec leurs maîtres faisant face à un choix compliqué : fuir avec les troupes de l'Union ou s'enfuir devant elles ». Un officier confédéré estimait que 10 000 esclaves libérés suivirent l'armée de Sherman et que des centaines d'entre eux moururent en route, « de faim, de maladie, ou d'avoir été exposés aux éléments ».
La marche à la mer eut un effet dévastateur sur la Géorgie et sur la Confédération. Sherman lui-même estimait les dommages causés par sa campagne à 100 millions de dollars (équivalant à 1,5 milliard de dollars 2013), dont environ 20% « pour notre usage », « le reste étant pertes et destruction pures et simples ».
L'armée de Sherman avait détruit près de 500 km de voies ferrées, de nombreux ponts et des kilomètres de lignes télégraphiques. Elle s'était emparée de 5 000 chevaux, 4 000 mules et de 13 000 têtes de bétail ; elle avait confisqué 9,5 millions de livres de maïs et 10,5 millions de livres de fourrage, détruit un nombre indéterminé d'égreneuses à coton et de moulins. Les historiens militaires Herman Hattaway et Archer Jones, évoquant les dommages considérables infligés aux chemins de fer et à la logistique de la Confédération, écrivent que « le raid de Sherman parvint à réduire à néant l'effort de guerre confédéré ». David J. Eicher écrit que « Sherman avait accompli une tâche incroyable. Il avait défié les traditions militaires en opérant profondément à l'intérieur d'un territoire ennemi sans lignes de ravitaillement ou de communication. Il avait détruit l'essentiel du potentiel et des ressources morales que le Sud pouvait consacrer à la guerre ».

## Chansons

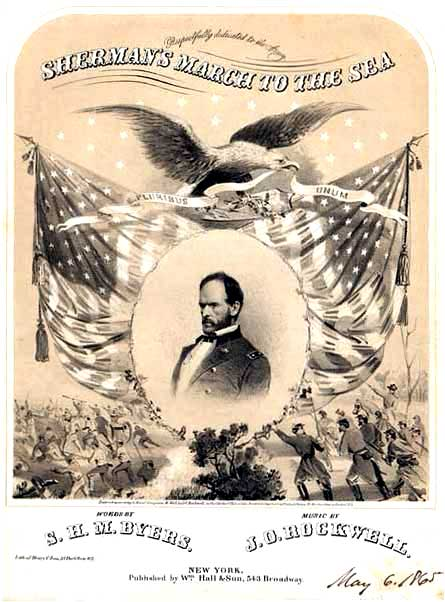
La marche de Sherman vers la mer fut célébrée en musique, dès 1865. Paroles S.H.M. Byers, musique J.O. Rockwell.

Les soldats chantèrent de nombreux refrains pendant leur marche vers la mer, mais c'est une chanson écrite après les événements qui finit par symboliser la campagne : Marching Through Georgia, écrite par Henry Clay Work en 1865. Sherman n'aimait pas cette chanson, d'une part parce qu'il n'était pas enclin à se réjouir de la chute d'un ennemi, d'autre part parce qu'elle était jouée à chaque fois qu'il apparaissait en public. Mais elle resta extrêmement populaire parmi les troupes américaines qui combattirent au XXe siècle. La chanson sous-estime délibérément l'effectif de Sherman quand elle invite à la « chanter comme nous la chantions, à 50 000 ».

## Pour en savoir plus
- (en) Davis, Stephen, What the Yankees Did to Us : Sherman's Bombardment and Wrecking of Atlanta. Macon, GA : Mercer University Press, 2012.
- (en) Glatthaar, Joseph T. The March to the Sea and Beyond : Sherman's Troops in the Savannah and Carolinas Campaigns. New York : New York University Press, 1985.  (ISBN 0-8147-3001-9).
- (en) Miles, Jim. To the Sea : A History and Tour Guide of the War in the West, Sherman's March across Georgia and through the Carolinas, 1864-1865. Nashville, TN : Cumberland House, 2002.  (ISBN 1-58182-261-8).
- (en) Smith, Derek. Civil War Savannah. Savannah, Ga : Frederic C. Beil, 1997.  (ISBN 0-913720-93-3).
- (en) Savannah Campaign Union order of battle
- (en) Savannah Campaign Confederate order of battle